# Фредро з Плешевичів
Фридерик (Фредро, Фрідро) з Плешевичів гербу Бонча (пол. Fredro, пом. не раніше 1452) — шляхтич, військовик, урядник Королівства Польського (Ягайлонів). Вважається протопластом роду Фредрів.

## Життєпис
Єжи Дунін-Борковський уважав Фредрів угорською родиною, бо їм угорська королева Марія в 1385 році надала Дмитровичі, Плешевичі, Єрманичі (пол. Jerzmanice), Поповичі — села, які потім посідали Фредри. Це спростовував Адам Фредро-Бонецький. Він вважав, що: правдоподібно, угорці невдовзі позбулися маєтностей, про що свідчить згадка в 1407 році Плешевичів як власності Перемиського владицтва, а набувачем з часом власне був нащадок одного з Бончичів, який прибув до Королівства Русі з Мазовії разом зі своїм князем Болеславом Тройденовичем — Юрієм II; першим відомим Бончичем був, певне, Фридерик, якого русичі звали Фридрусом, Фридром, Фредром, а остання назва й стала прізвищем для його нащадків.
На думку Адама Бонецького: у 1410 році Фредро з Плешевичів за мужність, проявлену в Ґрюнвальдській битві з тевтонцями, мав отримати від короля Ягайла села Фредрівці (пол. Fredrowce) й Суржу, які входили до складу Кам'янецького повіту. Однак цей документ не могли тоді видати, бо згадані в ньому архиєпископ, канцлер і підканцлер на цих посадах перебували від 1423 року. Правдоподібно, підроблений для невідомих цілей, включений до Коронної метрики тільки в XVI столітті.
Перша достовірна згадка про нього — у 1424 році, коли він як Фрідро згаданий в актових записах Перемишля. У 1425 році він згаданий як Фредро з Плешевичів. У 1429 році Фредро з Пачковичів був державцем села Бабин у Самбірському повіті, а шляхтич Воютицький отримав дозвіл короля на його викуп. У 1435 році від Тарнавських взяв у заставу Краковець і Гнійницю в Перемиському повті. У 1437 році уклав угоду з Петром Порохницьким щодо одруження якогось зі своїх синів із синовицею Петра (водночас донькою Стецька). У 1437—1440 роках мав позови від Рихлика з Крукеничів щодо сіл Биків, Скрешів, Храпличі, Вирозубів і домів у Перемишлі, але суди визнали його правду. У 1438 році купив частину Новосільців і позичив князю Свидригайлові 110 гривень. У 1441 році уклав схожу угоду зі Сеньком з Библа: донька Фредра Ядвіга мала стати дружиною Бибельського. У 1452 році взяв у заставу від Бучацьких Рошнів (Самбірський повіт).
У 1436 році позичив Петрові з Вощанців 40 марок.
У 1448 і 1449 роках посідав уряд щирецького старости.

### Сім'я
Перша дружина — представниця руського роду Бибельських (пом. до 1441). Діти:
- Анджей (його іноді плутають зі зведеним братом — іншим Анджеєм Фредром (з Плешевичів), був воєводою подільським і старостою кам'янецьким, галицьким каштеляном.
- Фридруш; Адам Бонецький припускав, що він — ідентичний з перемиський каноніком Фридериком (Фрідром, Фредром), згаданий у джерелах у 1431—1448; також стверджував, що брати згадані в Перемиських актах у 1437 році разом з батьком. У 1441 році Анджей, брат Фридруш і Бибельські провели поділ спадку матері. Вони з братом посіли Чишки, Сяночани та половину Клоковичів.[3]

Друга дружина — Дорота Лігензянка, дочка ленчицького воєводи. Діти:
- Анджей (або Індрих[7], Генрик[3])
- Ян
- Якуб

Дочками або внучками Фредра були Софія, дружина Петра Блюдницького, і Катерина, дружина Якуба Копичинського, які в 1497 році уклали угоду з братом Яном.